# Olympische Sommerspiele 2012/Radsport – Straßenrennen (Frauen)
Das Straßenrennen der Frauen bei den Olympischen Spielen 2012 in London fand am 29. Juli 2012 um 12:00 Uhr Ortszeit statt. In einem vom Regen geprägten Rennen wurde die Niederländerin Marianne Vos Olympiasiegerin vor der Britin Lizzie Armitstead. Bronze ging nach Russland an Olga Sabelinskaja.

## Rennverlauf
Da Mark Cavendish, die Medaillenhoffnung der Briten, am Vortrag das Podest verpasste, ruhten die Medaillenhoffnungen der Gastgebernation nun auf Elizabeth "Lizzie" Armitstead. Das Rennen startete bei starkem Regen, sodass es zu vielen Reifenpannen und Zwischenfällen kam.
Der erste Ausreißversuch des Rennens unternahm die Brasilianerin Janildes Silva Fernandes, dieser blieb allerdings erfolglos. Nach 35 Kilometern schaffte es die Niederländerin Ellen van Dijk sich mit ein paar anderen Fahrerinnen vom Hauptfeld abzusetzen. Jedoch wurden diese wieder eingeholt. Einige Minuten später ergriff van Dijk erneut die Initiative und setzte sich ab, aber auch diesmal blieb es beim Versuch, den Vorsprung zu retten.
Am Anstieg zum Box Hill setzte sich die US-Amerikanerin Kristin Armstrong ab, ihr folgte die Britin Emma Pooley. Aber auch dieses Duo wurde wieder eingeholt. 50 Kilometer vor dem Ziel bestand die Führungsgruppe aus etwa 35 Fahrerinnen, unter ihnen auch die Niederländerin Marianne Vos, die sich in der letzten Runde nach der Abfahrt vom Box Hill absetzte. Ihr folgten Olga Sabelinskaja, Lizzie Armitstead, Shelley Olds und Alena Amjaljussik, die schnell einen Vorsprung von einer halben Minute herausfahren konnten. Nach einer Reifenpanne von Olds, 10 Kilometer vor dem Ziel, bauten die drei anderen Fahrerinnen ihren Vorsprung auf ihre Verfolgerinnen auf 48 Sekunden aus. Nachdem zwei Kilometer vor dem Ziel die Russin Sabelinskaja vergeblich versuchte sich von den anderen beiden Athletinnen abzusetzen, sprintete Vos circa 200 Meter vor dem Ziel los und konnte sich mit einer Radlänge Vorsprung gegenüber Armitstead den Olympiasieg sichern.

## Streckenverlauf
Start und Ziel des Rennens war The Mall in London. Die Strecke führte über den Box Hill in Surrey, einer Grafschaft außerhalb des Stadtgebiet Londons.

## Titelträgerinnen
| Olympiasiegerin | Nicole Cooke     | Peking 2008     |
| Weltmeisterin   | Giorgia Bronzini | Kopenhagen 2011 |

## Ergebnisse

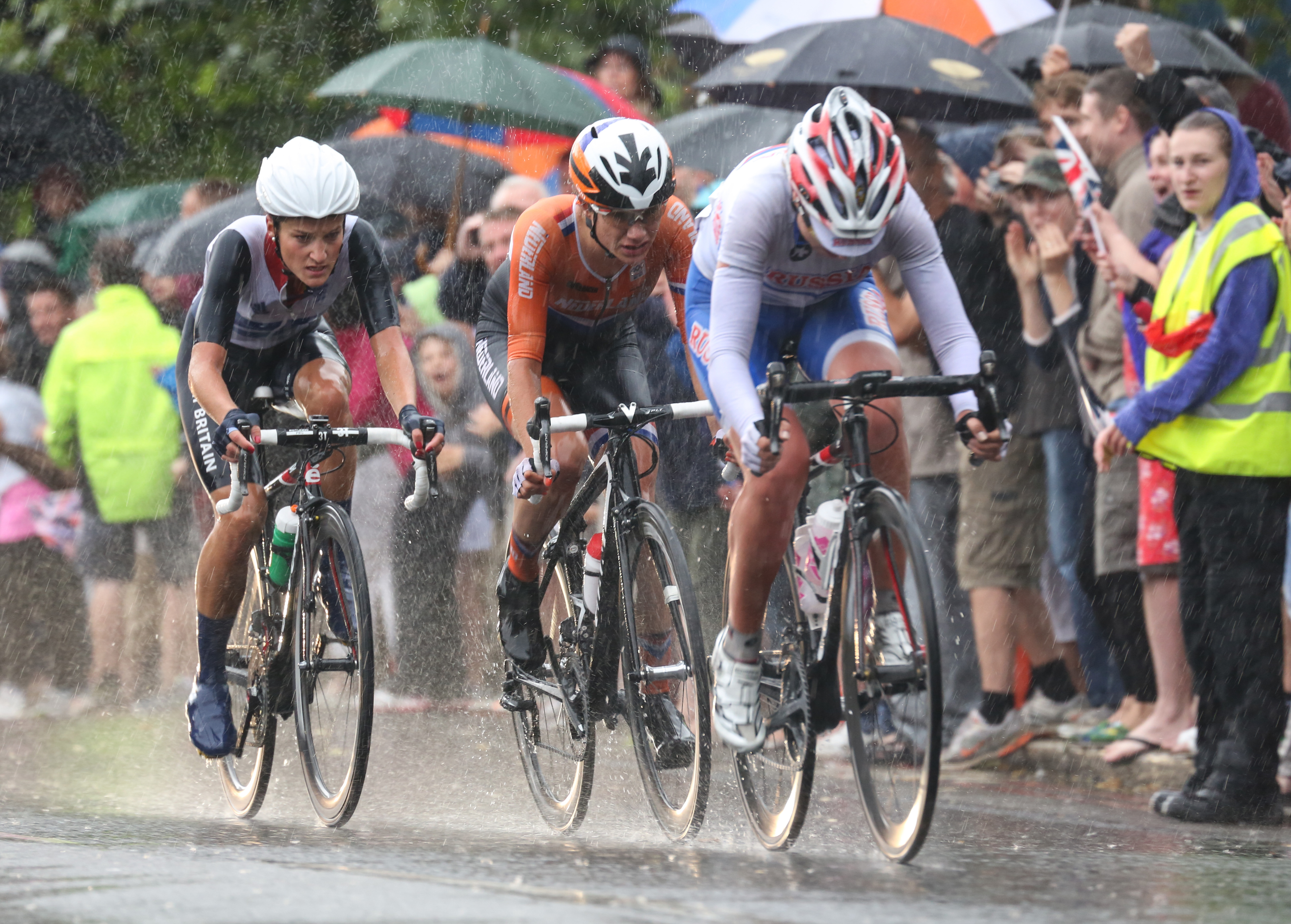
Die Medaillengewinnerinnen des Rennens.

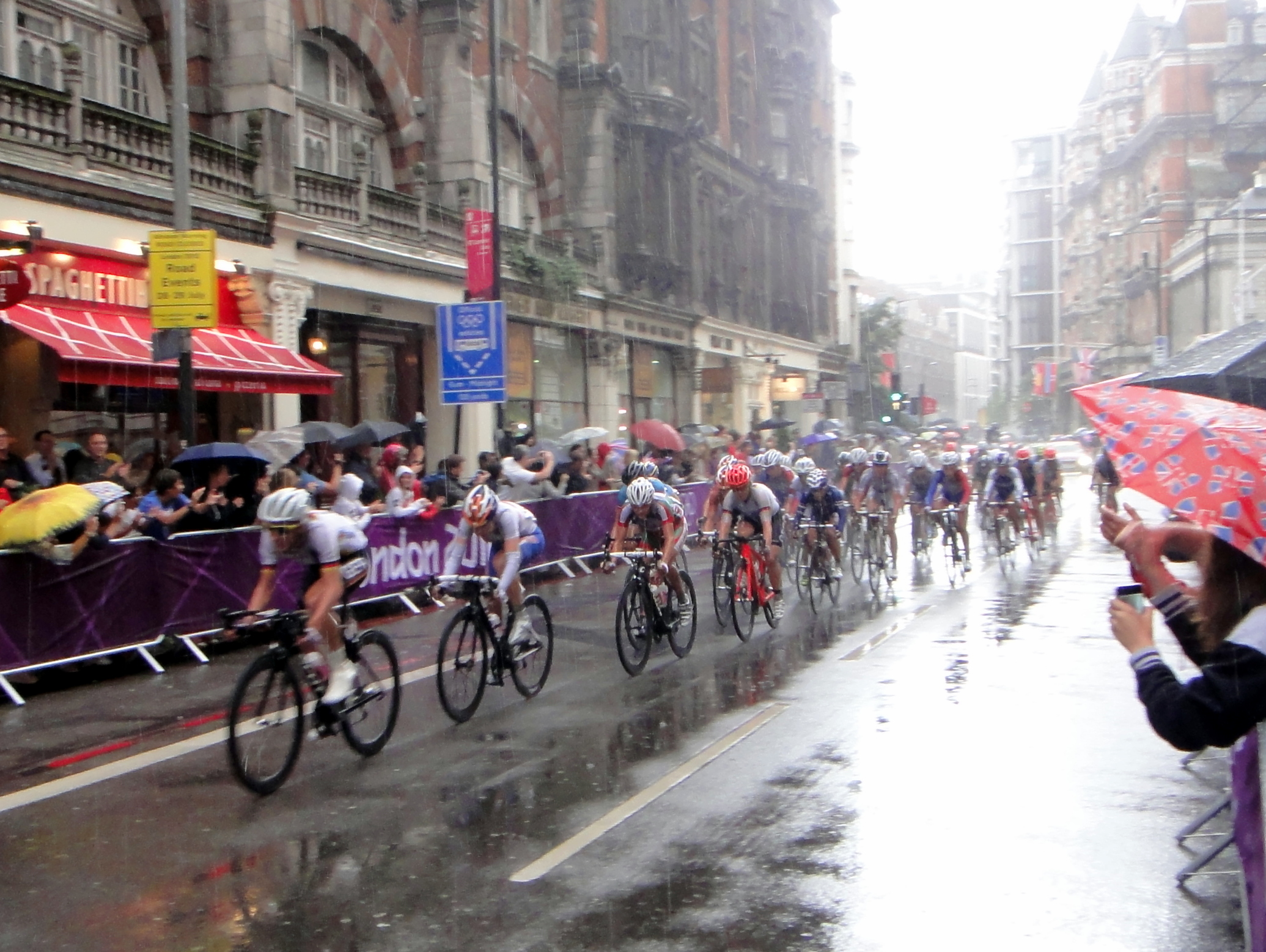
Szene aus dem Rennen in der Knightsbridge Road

| Rang | Athletin               | Nation              | Zeit      |
| --- | ---------------------- | ------------------- | --------- |
| 1 | Marianne Vos           | Niederlande         | 3:35:29 h |
| 2 | Lizzie Armitstead      | Großbritannien      | 3:35:29 h |
| 3 | Olga Sabelinskaja      | Russland            | 3:35:31 h |
| 4 | Ina-Yoko Teutenberg    | Deutschland         | 3:35:56 h |
| 5 | Giorgia Bronzini       | Italien             | 3:35:56 h |
| 6 | Emma Johansson         | Schweden            | 3:35:56 h |
| 7 | Shelley Olds           | Vereinigte Staaten  | 3:35:56 h |
| 8 | Pauline Ferrand-Prévot | Frankreich          | 3:35:56 h |
| 9 | Liesbet De Vocht       | Belgien             | 3:35:56 h |
| 10 | Aude Biannic           | Frankreich          | 3:35:56 h |
| 11 | Katarzyna Pawłowska    | Polen               | 3:35:56 h |
| 12 | Joëlle Numainville     | Kanada              | 3:35:56 h |
| 13 | Na Ah-reum             | Südkorea            | 3:35:56 h |
| 14 | Annemiek van Vleuten   | Niederlande         | 3:35:56 h |
| 15 | Alena Amjaljussik      | Belarus             | 3:35:56 h |
| 16 | Ashleigh Moolman       | Südafrika           | 3:35:56 h |
| 17 | Grete Treier           | Estland             | 3:35:56 h |
| 18 | Linda Villumsen        | Neuseeland          | 3:35:56 h |
| 19 | Emilia Fahlin          | Schweden            | 3:35:56 h |
| 20 | Pia Sundstedt          | Finnland            | 3:35:56 h |
| 21 | Christine Majerus      | Luxemburg           | 3:35:56 h |
| 22 | Polona Batagelj        | Slowenien           | 3:35:56 h |
| 23 | Clemilda Fernandes     | Brasilien           | 3:35:56 h |
| 24 | Evelyn Stevens         | Vereinigte Staaten  | 3:35:56 h |
| 25 | Tatjana Antoschina     | Russland            | 3:35:56 h |
| 26 | Evelyn García          | El Salvador         | 3:35:56 h |
| 27 | Denise Ramsden         | Kanada              | 3:35:56 h |
| 28 | Joanna van de Winkel   | Südafrika           | 3:35:56 h |
| 29 | Maaike Polspoel        | Belgien             | 3:36:01 h |
| 30 | Tatiana Guderzo        | Italien             | 3:36:01 h |
| 31 | Nicole Cooke           | Großbritannien      | 3:36:01 h |
| 32 | Clara Hughes           | Kanada              | 3:36:01 h |
| 33 | Trixi Worrack          | Deutschland         | 3:36:04 h |
| 34 | Noemi Cantele          | Italien             | 3:36:04 h |
| 35 | Kristin Armstrong      | Vereinigte Staaten  | 3:36:16 h |
| 36 | Amber Neben            | Vereinigte Staaten  | 3:36:20 h |
| 37 | Judith Arndt           | Deutschland         | 3:36:28 h |
| 38 | Larissa Pankowa        | Russland            | 3:37:22 h |
| 39 | Shara Gillow           | Australien          | 3:37:22 h |
| 40 | Emma Pooley            | Großbritannien      | 3:37:36 h |
| – | Ingrid Drexel          | Mexiko              | OTL       |
| – | Loes Gunnewijk         | Niederlande         | OTL       |
| – | Charlotte Becker       | Deutschland         | OTL       |
| – | Liu Xin                | Volksrepublik China | OTL       |
| – | Monia Baccaille        | Italien             | OTL       |
| – | Fernanda da Silva      | Brasilien           | OTL       |
| – | Ellen van Dijk         | Niederlande         | OTL       |
| – | Lucy Martin            | Großbritannien      | OTL       |
| – | Hsiao Mei-yu           | Chinesisch Taipeh   | OTL       |
| – | Alyona Andruk          | Ukraine             | OTL       |
| – | Audrey Cordon          | Frankreich          | OTL       |
| – | Ludivine Henrion       | Belgien             | OTL       |
| – | Robyn de Groot         | Südafrika           | OTL       |
| – | Amanda Spratt          | Australien          | OTL       |
| – | Chloe Hosking          | Australien          | OTL       |
| – | Yumari González        | Kuba                | OTL       |
| – | Emilie Moberg          | Norwegen            | OTL       |
| – | Isabelle Söderberg     | Schweden            | OTL       |
| – | Jamie Wong             | Hongkong            | OTL       |
| – | Mayuko Hagiwara        | Japan               | DNF       |
| – | Danielys García        | Venezuela           | DNF       |
| – | Paola Muñoz            | Chile               | DNF       |
| – | Aurélie Halbwachs      | Mauritius           | DNF       |
| – | Jelena Tschalych       | Aserbaidschan       | DNF       |
| – | Jutatip Maneephan      | Thailand            | DNF       |
| – | Janildes Fernandes     | Brasilien           | DNF       |
| Gemäß den für das Rennen geltenden Regularien der UCI wurden die gemessenen Zielzeiten auf ganze Sekunden abgerundet. Für Zieleinläufe von Gruppen wurden allen Fahrerinnen der Gruppe dieselbe Zeit zugeschrieben. Fahrerinnen, deren Zielzeit dann mehr als 5 % über der der Siegerin lag, erhielten keine Platzierung (OTL). Gemessen an der Siegerzeit betrug das Zeitlimit für das Rennen damit 3:46:15 h. |                        |                     |           |